# Yếu tố tăng trưởng
Yếu tố tăng trưởng (tiếng Anh: Growth factor) là những phân tử có hoạt tính sinh học (thường là các protein hoặc hormone steroid) được tiết ra có khả năng kích thích quá trình phân chia tế bào, chữa lành vết thương và biệt hóa tế bào, giữ vai trò quan trọng trong điều chỉnh các quá trình tế bào. Chúng hoạt động như các phân tử tín hiệu lên các thụ thể, đặc trưng giữa các tế bào và trong quá trình biệt hóa tế bào. Ví dụ yếu tố tăng trưởng biểu bì (epidermal growth factor) tăng cường quá trình biệt hóa tạo xương, trong khi yếu tố tăng trưởng nguyên bào sợi (fibroblast growth factor) và yếu tố tăng trưởng nội mạch (vascular endothelial growth factor) kích thích quá trình tân sinh mạch.

## Lịch sử
Nghiên cứu về các yếu tố tăng trưởng bắt nguồn từ những cố gắng trong nuôi cấy tế bào động vật in vitro. Thuật ngữ "factors" chỉ ra các yếu tố hiện diện trong huyết thanh động vật giúp duy trì các dòng tế bào nuôi cấy. Đầu những năm 1950, tại lab của giáo sư phôi học Viktor Hamburger, trường Đại học Washington (St. Louis), tiến sĩ Levi-Montalcini nghiên cứu về một hiện tượng sinh học chưa thể giải thích liên quan đến sự phát triển thần kinh ở phôi gà. Bà phát hiện rằng nếu cấy ghép một dòng tế bào ung thư bất kỳ ở đâu trên phôi đang phát triển thì các sợi thần kinh sẽ phát triển rất nhanh, thậm chí cấy ghép khối u ở nơi không gần với sợi thần kinh, chúng vẫn phát triển nhanh hơn so với phôi bình thường. Sau đó, bà đã phát triển một hệ thống nuôi cấy mô đặc biệt, đặt khối u gần hạch cảm giác (sensory ganglion) và chỉ sau một ngày nuôi cấy, các sợi thần kinh kéo dài về phía khối u. Năm 1952, bà kết luận rằng phải có một loại chất sinh học nào đó được giải phóng từ các tế bào khối u này có khả năng kích thích sự phát triển của sợi thần kinh từ xa. Nhưng bà không phải là một nhà hóa sinh, để tìm hiểu về chất sinh học này, bà nhờ đến sự giúp đỡ của tiến sĩ Stanley Cohen (Đại học Washington tại St. Louis, Bộ môn Động vật học).
Bằng các phương pháp hóa sinh, Stantey cho rằng chất sinh học này là một protein vì những đặc tính không thể thẩm tách, bị ảnh hưởng bởi nhiệt và bất hoạt bởi protease. Tuy nhiên, để đảm bảo rằng những hiệu ứng này không phải được tạo ra từ một loài virus nào đó, ông tìm đến phosphodiesterase được tinh chế từ nọc rắn. Khi các tế bào khối u được xử lý với phosphodiesterase nọc rắn, hạch thần kinh phát triển nhanh gấp nhiều lần so với dịch chiết từ tế bào khối u không qua xử lý và kỳ lạ hơn, sự phát triển nhanh tương tự của hạch thần kinh cũng được quan sát thấy khi chỉ nuôi chung với phosphodiesterase nọc rắn. Điều này cho thấy, trong dịch chiết nọc rắn có một protein khác gây nên hiệu ứng này. Sau khi phân lập protein này từ nọc rắn, năm 1957, Levi-Montalcini tiêm nó vào túi noãn hoàng (yolk sac) của một phôi thai đang phát triển và quan sát thấy hiệu ứng tương tự như tế bào khối u. Họ đặt tên cho protein mới này là Nerve Growth Factor (Yếu tố tăng trưởng thần kinh). Tiếp tục hợp tác thông qua nhiều nghiên cứu, họ phát hiện yếu tố tăng trưởng biểu bì, một yếu tố tăng trưởng thiết yếu kích thích sự tăng sinh tế bào biểu bì. Năm 1986, Levi-Montalcini và Stanley Cohen vinh dự đoạt giải Nobel Sinh lý và Y khoa cho công trình phát hiện ra yếu tố tăng trưởng thần kinh.

## Danh sách các yếu tố tăng trưởng
Các yếu tố tăng trưởng được phân loại dựa vào sự tương quan về cấu trúc và tiến hóa của các nhóm protein.
- Adrenomedullin (AM)
- Angiopoietin (Ang)
- Yếu tố vận động tự tiết
- Protein hình xương (BMP)
- Nhóm yếu tố kích thích sợi thần kinh
  - Yếu tố kích thích sợi thần kinh (CNTF)
  - Yếu tố ức chế ung thư máu (LIF)
  - Interleukin-6 (IL-6)
- Yếu tố kích thích phát triển đơn dòng (CSF)
  - Yếu tố kích thích dòng đại thực bào (M-CSF)
  - Yếu tố kích thích dòng bạch cầu hạt (G-CSF)
  - Yếu tố kích thích dòng bạch cầu hạt - đại thực bào (GM-CSF)
- Yếu tố tăng trưởng biểu bì (EGF)
- Ephrins
  - Ephrin A1
  - Ephrin A2
  - Ephrin A3
  - Ephrin A4
  - Ephrin A5
  - Ephrin B1
  - Ephrin B2
  - Ephrin B3
- Erythropoietin (EPO)
- Yếu tố tăng trưởng nguyên bào sợi (FGF)
  - Yếu tố tăng trưởng nguyên bào sợi 1 (FGF1)
  - Yếu tố tăng trưởng nguyên bào sợi 2 (FGF2)
  - Yếu tố tăng trưởng nguyên bào sợi 3 (FGF3)
  - Yếu tố tăng trưởng nguyên bào sợi 4 (FGF4)
  - Yếu tố tăng trưởng nguyên bào sợi 5 (FGF5)
  - Yếu tố tăng trưởng nguyên bào sợi 6 (FGF6)
  - Yếu tố tăng trưởng nguyên bào sợi 7 (FGF7)
  - Yếu tố tăng trưởng nguyên bào sợi 8 (FGF8)
  - Yếu tố tăng trưởng nguyên bào sợi 9 (FGF9)
  - Yếu tố tăng trưởng nguyên bào sợi 10 (FGF10)
  - Yếu tố tăng trưởng nguyên bào sợi 11 (FGF11)
  - Yếu tố tăng trưởng nguyên bào sợi 12 (FGF12)
  - Yếu tố tăng trưởng nguyên bào sợi 13 (FGF13)
  - Yếu tố tăng trưởng nguyên bào sợi 14 (FGF14)
  - Yếu tố tăng trưởng nguyên bào sợi 15 (FGF15)
  - Yếu tố tăng trưởng nguyên bào sợi 16 (FGF16)
  - Yếu tố tăng trưởng nguyên bào sợi 17 (FGF17)
  - Yếu tố tăng trưởng nguyên bào sợi 18 (FGF18)
  - Yếu tố tăng trưởng nguyên bào sợi 19 (FGF19)
  - Yếu tố tăng trưởng nguyên bào sợi 20 (FGF20)
  - Yếu tố tăng trưởng nguyên bào sợi 21 (FGF21)
  - Yếu tố tăng trưởng nguyên bào sợi 22 (FGF22)
  - Yếu tố tăng trưởng nguyên bào sợi 23 (FGF23)
- Nội tiết tố tăng trưởng bò (BGH)
- Phối tử nhóm GDNF
  - Yếu tố dinh dưỡng thần kinh đệm (GDNF)
  - Neurturin
  - Persephin
  - Artemin
- Yếu tố biệt hóa tăng trưởng 9 (GDF9)
- Yếu tố tăng trưởng tế bào gan (HGF)
- Yếu tố tăng trưởng hepatoma (HDGF)
- Insulin
- Yếu tố tăng trưởng giống insulin
  - Yếu tố tăng trưởng giống insulin 1 (IGF-1)
  - Yếu tố tăng trưởng giống insulin 2 (IGF-2)
- Interleukin
  - Interleukin 1 (IL-1)
  - Interleukin 2 (IL-2 )
  - Interleukin 3 (IL-3)
  - Interleukin 4 (IL-4)
  - Interleukin 5 (IL-5)
  - Interleukin 6 (IL-6)
  - Interleukin 7 (IL-7)
- Yếu tố tăng trưởng tế bào sừng (KGF)
- Yếu tố kích thích di căn (MSF)
- Protein kích thích đại thực bào (MSP)
- Myostatin (GDF-8)
- Neuregulin
  - Neuregulin 1 (NRG1)
  - Neuregulin 2 (NRG2)
  - Neuregulin 3 (NRG3)
  - Neuregulin 4 (NRG4)
- Neurotrophin
  - Yếu tố dinh dưỡng thần kinh từ não (BDNF)
  - Yếu tố tăng trưởng thần kinh (NGF)
  - Neurotrophin-3 (NT-3)
  - Neurotrophin-4 (NT-4)
- Yếu tố tăng trưởng bánh nhau (PGF)
- Yếu tố tăng trưởng từ tiểu cầu (PDGF)
- Renalase (RNLS)
- Yếu tố tăng trưởng tế bào T (TCGF)
- Thrombopoietin (TPO)
- Yếu tố tăng trưởng chuyển dạng
  - Yếu tố tăng trưởng chuyển dạng alpha (TGF-α)
  - Yếu tố tăng trưởng chuyển dạng beta (TGF-β)
- Yếu tố hoại tử khối u alpha (TNF-α)
- Yếu tố tăng trưởng nội mạch (VEGF)
- Đường truyền tín hiệu Wnt

## Yếu tố tăng trưởng ở tiểu cầu
Ở tiểu cầu, các hạt alpha chứa các yếu tố tăng trưởng như PDGF, IGF-1, EGF và TGF-β giữ vai trò quan trọng trong quá trình lành vết thương thông qua việc triệu tập và kích thích các đại thực bào, nguyên bào sợi và tế bào nội mô.

## Ứng dụng trong y tế
Trong hai thập kỷ gần đây, các yếu tố tăng trưởng đã được áp dụng trong trị liệu các bệnh về máu, ung thư và tim mạch như sau:
- Epoetin điều trị hội chứng loạn sinh tủy[14]
- G-CSF và GM-CSF điều trị giảm bạch cầu trung tính,[15] bệnh bạch cầu nguyên bào cấp tính[16] và cấy ghép tủy xương[17]
- HGF điều trị suy tủy xương[18]